# Муромцевы
Муромцовы (Муромцевы) — русский дворянский род,

## Происхождение и история рода
Опричниками Ивана Грозного числились: Лев, Иван и Клим Муромцовы (1573).
Род  внесён в VI-ю часть дворянской родословной книги Рязанской губернии и владел усадьбой Баловнево.
Из наиболее известных представителей рода выделяются председатель I Государственной думы Сергей Муромцев и его племянница Вера Муромцева, жена нобелевского лауреата Ивана Бунина.
Известность приобрели Александр Петрович и Матвей Васильевич (1734—1799) Муромцевы.
Наследнику рязанских имений тайного советника и гофмейстера Леонида Матвеевича Муромцова (1825—1899) — статскому советнику Александру Николаевичу Волкову (1844—1928), 17.03.1903 было Высочайше разрешено присоединить к своим гербу и фамилии герб и фамилию рода Муромцовых. 11.01.1905 род Волковых-Муромцовых внесён в VI ч. ДРК Рязанской губернии. Герб рода Волковых-Муромцовых внесён в Часть XVIII Общего гербовника дворянских родов Всероссийской империи, стр. 14.
Известен также дворянский род Муромцовых, восходящий к началу XVII в., и несколько родов позднейшего происхождения.

## Описание герба
В Гербовнике Анисима Титовича Князева имеется два изображения печатей с гербами представителей рода:
1. Герб Селиверста Васильевича: в щите, имеющем серебряное поле, изображен летящий вправо серо-коричневый голубь, держащий в лапах серебряно-коричневую восьмиконечную звезду и зелёную ветку в клюве. Щит увенчан дворянской короною (дворянский шлем и намёт отсутствуют). Щитодержатели: с левой стороны воин в простой одежде с копьем в руке. С левой стороны щита — знамя, а с правой стороны — сабля, флаги, знамёна, пушка на лафете, ядра[5].
2. Герб генерал-поручика, правителя Тульского наместничества (1777) Матвея Васильевича Муромцева: в щите, имеющим красное поле, изображен взлетающий серый голубь, держащий в клюве ветвь. Под птицей золотая шестиконечная звезда, над птицей золотой лапчатый крест. Щит увенчан коронованным дворянским шлемом. Нашлемник — три страусовых пера. Щитодержатель — с правой стороны лев, с высунутым языком. Цветовая гамма намёта не определена. Под щитом на орденской ленте, лапчатый крест. С левой стороны щита эфес сабли, два знамени, пушка на лафете, ядра, барабан[5].

## Известные представители
- Муромцев Демид Широков — тульский городской дворянин (1627-1629).
- Муромцев Иван Григорьевич — белевский городской дворянин (1629).
- Муромцев Василий Иванович — медынский городской дворянин (1629).
- Муромцев Семен — воевода в Ефремове (1665).
- Муромцевы: Никита и Богдан Гавриловичи — стольники царицы Прасковьи Федоровны (1692).
- Муромцевы: Михаил Демидович, Прокофий Федорович, Семен и Федор Семеновичи, Тимофей Васильевич — московские дворяне (1679-1692).
- Муромцевы: Иван Михайлович и Никита Семенович — стольники (1692).
- Муромцевы: Иван Семенович, Игнатий Тимофеевич, Карп Антонович, Яков Михайлович — стряпчие (1692)[6][7].